# 馮嘉奇
馮嘉奇（Fung Ka Ki，1977年9月19日－），生於香港，已退役香港足球運動員，前香港足球代表隊成員，司職後衛，英國華威大學工商管理碩士學位，香港大學運動科學及康樂管理學士。

## 球員生涯
馮嘉奇生於香港，早年在屯門友愛邨長大。曾就讀順德聯誼總會何日東小學，其後獲小學體育老師推薦入讀賽馬會體藝中學。馮嘉奇中學四年級被挑選進入香港體育學院「可口可樂足球精英運動員」訓練。於1996年馮嘉奇獲得香港體育學院最佳足球運動員。在1997年香港體育學院足球部解散，馮嘉奇與黃龍輝、楊偉傑及黃雅樂一同加盟五一七，展開其職業足球員生涯，同年入選香港奧運代表隊先後參加中國全運會、亞運會及奧運足球預賽並且擔任隊長，先後效力快譯通、流浪、傑志、四海、淦源等球隊，以隊長身份帶領球隊在季前熱身賽擊敗意大利球隊AC米蘭及英超球隊紐卡素。

## 退役生涯
由於馮嘉奇曾為香港代表隊成員加上於英國華威大學工商管理碩士學，退役後於2010年8月獲薦成為當時英超球會伯明翰的財務總監，到2005年8月與香港有線電視簽約成為足球評述員，2015年10月，馮嘉奇擔任在中、港兩地主辦英超大師賽的賽事搞手。2016年夏天，馮嘉奇在大學同學推薦下回港發展，擔任香港超級聯賽球會理文流浪行政總監。到2016/17球季，理文集團取得流浪足球會管理權直到季尾把會籍交還流浪自立門戶續戰港超聯，當中馮嘉奇兼任領隊和行政總裁，在教練團採英式領隊制下設計訓練教案，由教練團成員在場上執行。

## 個人學歷
馮嘉奇第一次中學會考只得8分，體育拿D級，其餘各科獲合格，他沒有就此放棄，選擇重讀中五。 馮嘉奇第二次會考得12分，由於運動成績優異，經常為校增光，獲校長張灼祥批准，原校升讀中六。同年，隨即為賽馬會體藝中學奪得首個全港學屆精英足球賽冠軍，決賽對手為傳統足球名校聖若瑟書院。香港高級程度會考，馮嘉奇英文與經濟兩科合格，得香港專業教育學院柴灣分校取錄，選修讀旅遊管理高級文憑課程。在學期間，為柴灣科技學院奪得首個香港大專體育協會(1998-1999年度)最佳男子運動員獎項。2000年，馮嘉奇完成旅遊管理高級文憑課程。畢業後，馮嘉奇獲院長劉偉成引薦到英國華威大學攻讀工商管理碩士，同時獲得香港足球總會主席許晉奎主動資助。原本已被香港城市大學(市場學管理學系)收取的馮嘉奇，選擇負笈英倫。2002年，馮嘉奇完成英國華威大學攻讀工商管理碩士。畢業返港，馮嘉奇獲得香港大學「運動員獎學金計劃」身份，入讀運動科學及康樂管理學士課程。2005年，馮嘉奇完成香港大學運動科學及康樂管理學士。

## 幕前工作
2002年，馮嘉奇擔任2002年世界盃客席評述。2005年，馮嘉奇正式加入香港有線電視，主要評述德甲賽事。2006年德國世界盃，馮嘉奇為有線電視世界盃節目80日環遊世界《四小強四圍碌》擔任主持，到訪晉級世界盃決賽週之32個參賽國家，走遍及全球6大洲，進行拍攝工作。不過，事前與傑志提前解約，而一度惹起爭論。2008年北京奧運會，馮嘉奇為有線電視節目《四小強四圍碌繼續碌》擔任主持，到訪全中國各個省份，拍攝火炬在中國傳遞的花絮消息。

## 個人著作
- 《馮奇的足球旅程》，經濟日報 WHY，2008年，ISBN 978-962-678-532-4

## 家庭生活
馮嘉奇太太是無綫電視新聞主播盤翠瑩，兩人在2016年結婚，育有一子，後移居英國多年。在2024年已回流。

## 外部連結
- 馮嘉奇 Facebook
- 馮奇的足球旅程 （页面存档备份，存于）
- 香港足總球員資料：馮嘉奇 （页面存档备份，存于）
- 壴學堂名人專訪：波牛碩士馮嘉奇

| 體育角色  | 體育角色                  | 體育角色    |
| --------- | ------------------------- | ----------- |
| 前任： 無 | 傑志隊長 2003年8月–2005年 | 繼任： 基夫 |